# Gangue de motoqueiros

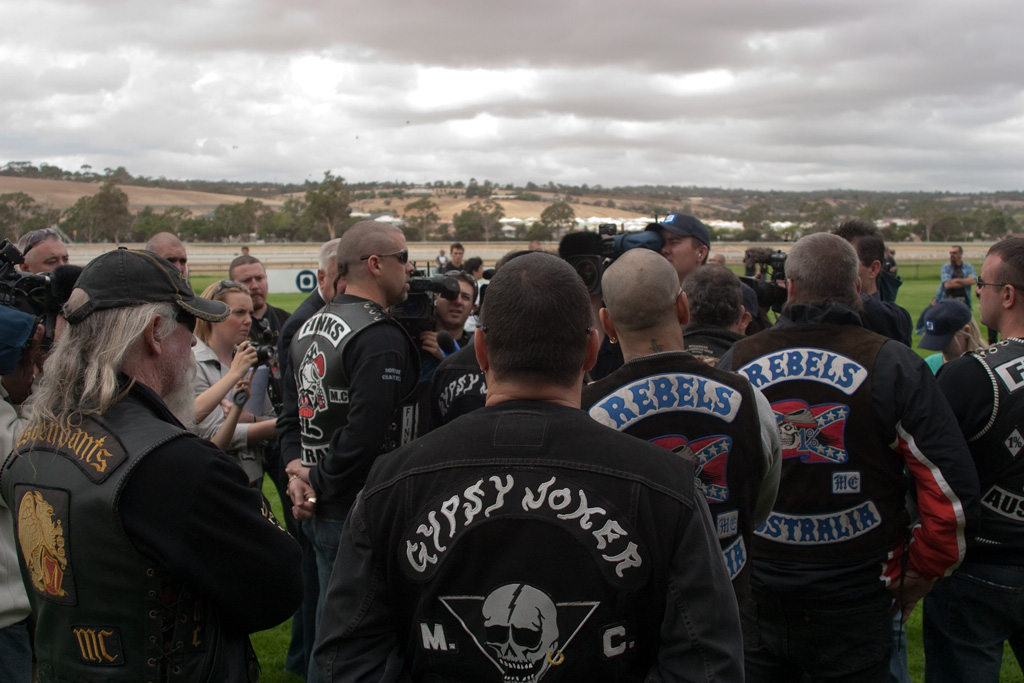
Membros de uma gangue de motoqueiros se reúnem na Austrália em 2009

Um clube de motociclistas fora da lei (ou gangue de motoqueiros) é uma subcultura de motociclismo. Geralmente, é centrado no uso de motocicletas cruiser, particularmente Harley-Davidsons e choppers, e um conjunto de ideais que celebram a liberdade, a não conformidade com a cultura convencional e a lealdade ao grupo de motociclistas.
Nos Estados Unidos, esses motoclubes (MCs) são considerados "fora da lei" não necessariamente porque se envolvem em atividades criminosas, mas porque não são sancionados pela Associação Americana de Motociclistas (AMA) e não seguem as regras da AMA. Em vez disso, os clubes têm seu próprio estatuto, refletindo a cultura dos motociclistas fora da lei.
O Departamento de Justiça dos Estados Unidos define "gangues de motociclistas fora da lei" (em inglês:  "outlaw motorcycle gangs" - OMG) como "organizações cujos membros utilizam de seu motoclube para a realização de atos criminosos".

## Organização e liderança

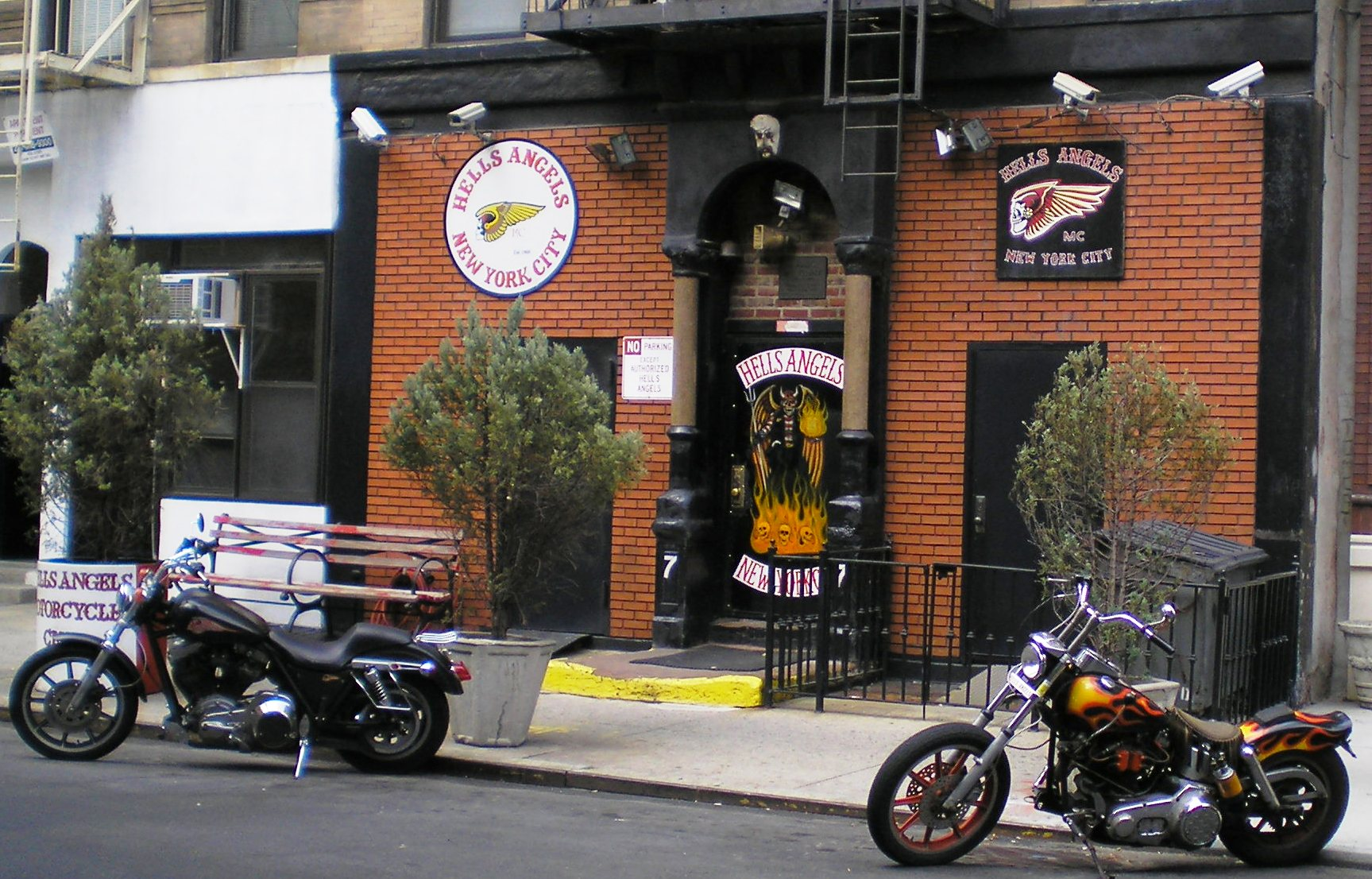
O Hells Angels MC em Nova Iorque, com muitas câmeras de segurança e holofotes na frente do prédio

Embora as organizações possam variar, a organização interna típica de um motoclube consiste em um presidente, vice-presidente, tesoureiro, secretário, capitão de estrada e sargento de armas (às vezes conhecido como executor). Grupos localizados de um único MC grande são chamados de chapters (ou "grupos") e o primeiro grupo estabelecido para um MC é chamado de mother chapter (ou "grupo-mãe"). O presidente do grupo-mãe atua como presidente de todo o MC e define as normas do clube em uma variedade de questões.
As gangues de motoqueiros maiores geralmente adquirem imóveis para uso como motoclube ou complexo particular.

## Filiação
Alguns clubes "motociclistas" empregam um processo pelo qual os membros devem passar por vários estágios, como "amigo do clube", "convívio" e "perspectiva", a caminho de se tornarem membros do "patch" completo. Os estágios atuais e o processo de associação podem e costumam variar bastante de clube para clube. Frequentemente, um indivíduo deve passar um voto dos associados e jurar algum nível de lealdade à gangue. Alguns clubes têm um patch único (cut ou top rocker) adornado com o termo MC usado no colete do piloto, conhecido como kutte.
Nesses clubes, uma certa quantidade de trotes pode ocorrer durante os estágios iniciais (por exemplo, convívio, prospecção), que variam desde a execução obrigatória de tarefas domésticas para membros do patch completo até brincadeiras sofisticadas e, em casos raros, em alguns clubes de motociclismo fora da lei, atos de violência. Durante esse período, o cliente em potencial pode usar o nome da gangue na parte de trás do colete, mas não o logotipo completo, embora essa prática possa variar de clube para clube. Para se tornar um membro pleno, o candidato ou sucessor deve ser submetido à votação pelo restante dos membros. A admissão bem-sucedida geralmente requer mais do que uma maioria simples, e alguns clubes podem rejeitar um candidato ou sucessor por um único voto dissidente. A seguir, uma indução formal, na qual o novo membro afirma sua lealdade à gangue e aos seus associados. O patch final do logotipo é então concedido. Os membros plenos são geralmente chamados de "membros plenos do patch" ou "portadores do patch".